# Wolfgang Krull

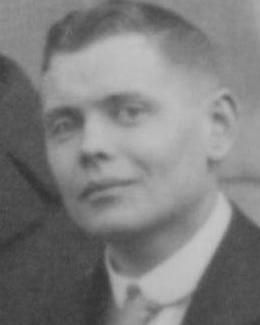
Wolfgang Krull, Göttingen 1920

Wolfgang Krull (Baden-Baden, 26 augustus 1899 - Bonn, 12 april 1971) was een Duits wiskundige die werkzaam was in de commutatieve algebra.
Hij studeerde eerst in Freiburg im Breisgau en later aan de Universiteit van Göttingen, waar hij een leerling was van Felix Klein. Hij werd in Göttingen echter vooral beïnvloed door Emmy Noether. In 1922 behaalde hij zijn doctoraat. Vier jaar later, in 1926, werd hij hoogleraar aan de Universiteit van Freiburg. Later ging hij naar de Universiteit van Erlangen. In 1939 werd hij aan de Universiteit van Bonn tot opvolger van Otto Toeplitz benoemd. Deze laatste was op grond van de nazirassenwetten in 1933 op non-actief gesteld.
Krull heeft een belangrijke bijdrage geleverd aan de verdere ontwikkeling van de moderne ringtheorie.